# Општина Думешти (Васлуј)
Думешти (рум. Dumeşti) општина је у Румунији у округу Васлуј.
Општина се налази на надморској висини од 136 m.